# Geff Harrison

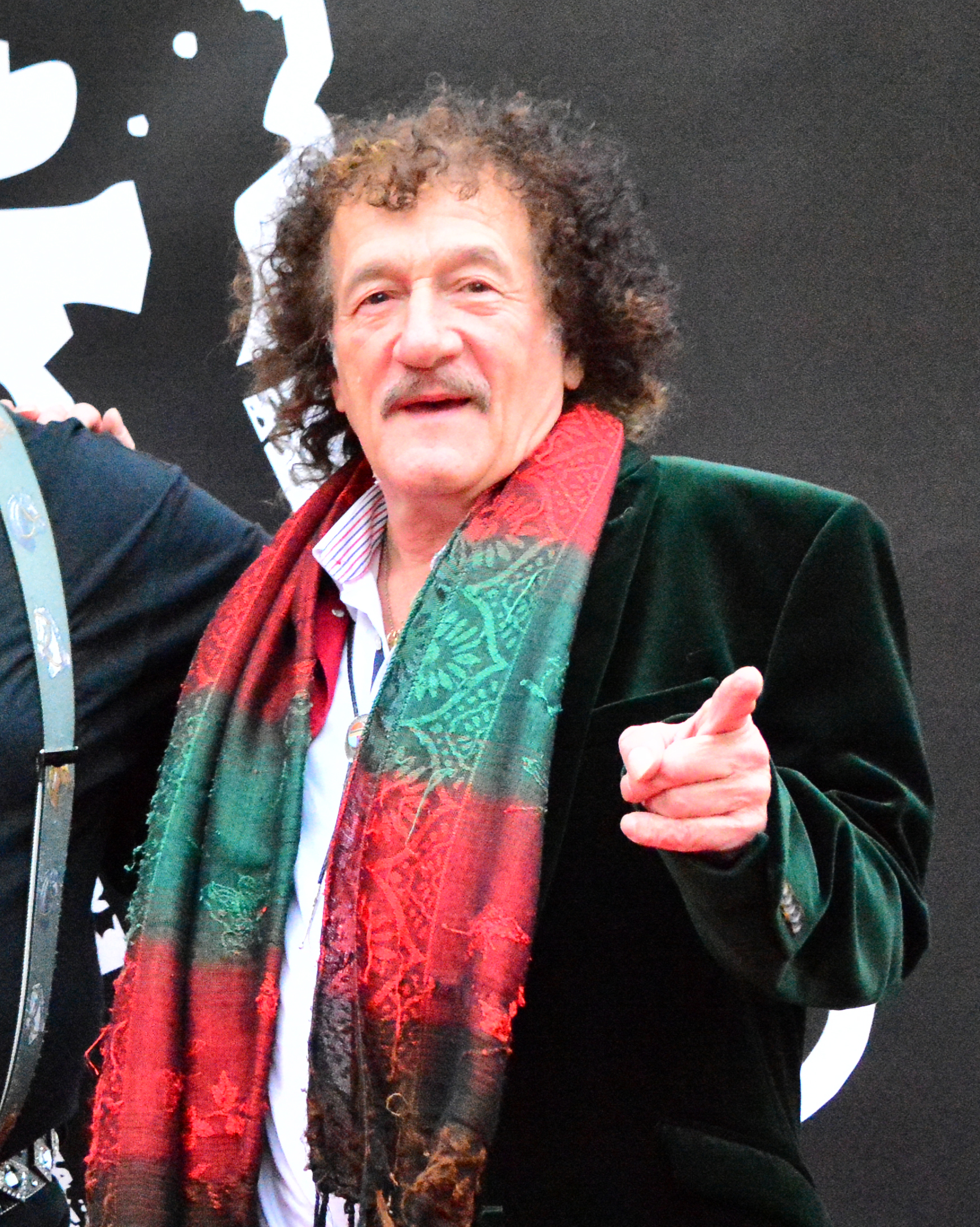
Geff Harrison bei einem Auftritt 2015 in Hamburg

Geff Harrison (* 24. August 1946, 1947 oder 1948 in Salford, England), auch als Richie West bekannt, ist ein englischer Sänger, Komponist und Produzent.

## Leben
Geff Harrison begann seine Musiklaufbahn in den frühen 60er Jahren in Manchester/Salford mit seiner Jugendband The Chasers. Aus The Chasers wurde 1966 Some Other Guys. 1967 kam er mit Some Other Guys nach Deutschland. Aus Some Other Guys wurde 1968 I Drive. Nach einigen Jahren mit vielen Hochs und Tiefs arbeitete er mit Michael Bundt zusammen, wechselte als Sänger zu Demon Thor und 2066 and Then. Nach je einer Platte stieg er 1973 bei Kin Ping Meh ein, von denen er sich drei Jahre später trennte, um seine erste Solo-Platte zu veröffentlichen. Dieser gab er den Namen seiner Heimatstadt Salford. Die Musikzeitschrift Sounds Nr. 11 vom 1. November 1976 befand in ihrer Plattenkritik: „Ein solches Allround-Talent ist bei uns bisher auf Platte noch nicht veröffentlicht worden.“ Es folgte eine Platte mit dem London Symphonic-Rock Orchestra. 1977 formierte sich dann die Geff Harrison Band. Es folgten weitere Soloplatten unter dem Pseudonym Richie West (1981), sowie Gesangseinlagen auf Platten von Corona Taps, Chapter One, Modern Trouble, U.K. und Lenny Mac Dowell.
Neben Liveauftritten im Westen absolvierte er zwei DDR-Tourneen und diverse Auftritte im DDR-Fernsehen.
Geff Harrison arbeitet als Produzent und Songschreiber für verschiedene Künstler, so z. B. für Herman’s Hermits. Beim The 1st Album und beim zweiten Album Let’s Talk About Love von Modern Talking schrieb er zusammen mit Dieter Bohlen die Texte zu mehreren Songs, darunter „You Can win If You Want“, wollte jedoch nicht als Co-Texter angegeben werden. Bei dem darauffolgenden Rechtsstreit vor dem Landgericht Hamburg kam es im September 1986 zu einem Vergleich zwischen den beiden Musikern. Mit Taco veröffentlichte er unter dem Gruppennamen Soul Brothers ein weiteres Album.
Auch im Musicalbereich war Geff Harrison tätig. Er schrieb bzw. komponierte die Titelsongs und die Ouvertüre für das Musical Yesterday und Time After Time. Im Jahr 2003 steuerte er den Text für das Projekt Mountain Rock Symphony bei, zu dem Wolfgang Zabba Lindner die Musik komponierte.
Mit Peter Panka und Werner Nadolny von der Gruppe Jane wurde unter dem Namen Harrison Panka Nadolny Band eine weitere CD veröffentlicht.
Von 2011 bis 2014 war Geff Harrison Leadsänger der Hamburger Band The Glowballs, die Rock-’n’-Roll-Klassiker der 1950er und 1960er Jahre interpretierte.
2018 nahm Harrison an der ersten Staffel von The Voice Senior teil.
Seit 1980 wohnt er in Hamburg.

## Diskografie
(Auswahl)

### Alben
- 1972 Anno 1972 – Demon Thor
- 1972 Reflections on the Future – 2066 and Then
- 1973 Kin Ping Meh 3 – Kin Ping Meh
- 1974 Virtues & Sins – Kin Ping Meh
- 1976 Concrete – Kin Ping Meh
- 1976 Salford – Geff Harrison
- 1977 ... And the London Symphonic-Rock Orchestra – Geff Harrison
- 1977 Together – Geff Harrison Band
- 1979 Money Talks – Geff Harrison
- 1980 Voice – Geff Harrison
- 1998 Hello Here I Am – Geff Harrison
- 2003 Soul Explosion – Soul Brothers
- 2006 Skin Deep – Harrison Panka Nadolny Band
- 2015 Purple Magic – Geff Harrison

### Singles
- 1973 No Reply – Geff Harrison
- 1976 Death Of A Clown – Geff Harrison
- 1977 It's Not Easy For A Singer In A Rock'n Roll – feat. LSRC
- 1977 Stay With Me – Geff Harrison
- 1979 Roller Coaster – Geff Harrison
- 1981 Do You Miss Me – Geff Harrison
- 1981 Reach For The Sky – als Richie West
- 1983 Eve Of Destruction – Geff Harrison
- 1985 I Was Born A Rolling Stone – Geff Harrison
- 1986 Kung Fu Clan – Corona Taps feat. Mike Mareen
- 1987 Fly To Moscow – Modern Trouble
- 1987 Bad New York City – Geff Harrison
- 1987 Roadrunner – U.K. feat. Mike Mareen
- 1988 S.O.S. – Save Our Seoul – Modern Trouble
- 1988 Don't Forget Ben Johnson – Fair-Play
- 1988 With A Touch From Your Heart – Chapter One
- 1989 Stay With Me – Heartburn
- 1989 Walkin' Talkin' – Gary Man & The Sunshine Band
- 1992 Hello, Here I Am – Geff Harrison
- 2003 Soul Inspiration – Soul Brothers